# AN/SSQ-62
AN/SSQ-62 (модификации AN/SSQ-62B/C/D/E) — американский одноразовый активный активизируемый по радиокоманде гидроакустический буй системы DICASS (англ. Directional Command Activated Sonobuoy System, направленный активизируемый гидроакустический буй), типоразмер А. Обеспечивает определение дальности, азимута и доплеровских характеристик подводных целей. Часто используется совместно с другими аналогичными буями. Предназначен для сброса с самолётов и вертолётов.
Модификация AN/SSQ-62B позволяет по радиокоманде сменить глубину опускания излучателя/гидрофона, активизировать передачу сигнала по радиоканалу, затопить буй. Работает в одном из 4 акустических диапазонов и на одном из 31 радиоканалов. При попадании буя в воду излучатель/гидрофон опускается на глубину 27 м. По команде глубину погружения можно увеличить до 120 или 450 м.
Модификация AN/SSQ-62С функционирует на одном из 86 предустановленных акустических диапазонов, который устанавливается перед пуском. Каждому акустическому диапазону соответствует отдельный радиоканал. При попадании буя в воду излучатель/гидрофон опускается на глубину 27 м. По команде глубину погружения можно увеличить до 120 или 450/750 м (последняя глубина доступна при наличии дополнительного переключателя функций).
Модификация AN/SSQ-62D оснащена термической батареей вместо литиевой в предыдущих модификациях. Имеет два переключаемых диапазона глубин (15, 45, 90 м на мелководье и 27, 120, 450 м на больших глубинах)
Модификация AN/SSQ-62E оснащена радиокомандной системой, которая позволяет противолодочному самолёту управлять буем. В систему команд входят команды  включения/выключения, переключения радио- и акустического диапазонов, установки глубины, затопления буя.

## Тактико-технические характеристики
- Частотный диапазон — 10 Гц ... 20 кГц[1]
- Глубина погружения гидрофона — 18 ... 300 м
- Длительность функционирования — 1, 3 или 8 часов
- Частота передатчика — 31 фиксированная частота в диапазоне 163–173 МГц
- Мощность передатчика — 1 Вт